# 為食家族
《為食家族》（英語：Yummy Family），香港電視娛樂製作的飲食真人騷節目，由陳俞希、梁業主持。節目於2022年4月4日至22日逢星期一至五22:30-23:00播映。節目考驗參賽者的廚藝及對飲食的認識。

## 參賽者
- Sally組：黃銘恩（Sally）、陳秀明（Teresa）、黃暢庭（量地官）、鄺若蓉（若蓉婆婆）
- 飛媽組：邵昇蘭（飛媽）、梁訊姻（Suifi）、黃雋迪（Jordi）、黃啟文（Mano）
- 欣J組：陸穎欣（欣J）、陸靜文（Eva）、曾鳳玲（玲姐）、陸家豐（球王）
- Kei組：譚卓琦（Kei）、沈建荷（Mabel）、譚衛強（亞奶）、沈烋洪（沈哥）
- Giselle組：張鎧晴（Giselle）、張諾彤（Cassie）、蘇慧沁（Priscilla）、劉綺雯（Anisa）

## 比賽進程

### 第一回合：5強進4強
參賽者要在30分鐘內享用自助餐，主持會觀察參賽者的食量及飲食喜好。米露迪、葉佩男、葉思男和霍俊邦扮成酒店侍應，暗中觀察參賽者表現，各自選出一個家族晉級，並成為該家族管家。

#### 結果
| 晉級家族 | 隊伍名稱 | 管家   |
| -------- | -------- | ------ |
| Sally組  | 最緊要食 | 米露迪 |
| 飛媽組   | 飛媽造飯 | 葉思男 |
| Kei組    | 譚公館   | 葉佩男 |
| 欣J組    | 陸蒲團   | 霍俊邦 |

### 第二回合：4強進3強
參賽者進行問答比賽，主持問問題後參賽者需要做任務方可回答。答對問題的隊伍可以指定一組挑選隊員暫時淘汰，該名隊員不能回答之後的問題。

#### 結果
| 晉級家族 | 隊伍名稱 | 管家   |
| -------- | -------- | ------ |
| Sally組  | 最緊要食 | 米露迪 |
| 欣J組    | 陸蒲團   | 霍俊邦 |
| Kei組    | 譚公館   | 葉佩男 |

### 第三回合：3強進2強
製作組搜羅全港一百款美食，參賽者在限時內食得最多便可以晉級；此輪比賽結束後所有管家將不會再協助各隊伍。

#### 結果
| 晉級家族 | 隊伍名稱 | 管家   |
| -------- | -------- | ------ |
| Kei組    | 譚公館   | 葉佩男 |
| 欣J組    | 陸蒲團   | 霍俊邦 |

### 決賽
- 評判：梁祖堯、楊詩敏、陳俞希

參賽者需要製作出一共四道菜式，勝出者可以享用一頓米芝蓮三星盛宴。

#### 結果
| 家族名稱 | 隊伍名稱 | 結果 |
| -------- | -------- | ---- |
| 欣J組    | 陸蒲團   | 冠軍 |
| Kei組    | 譚公館   | 亞軍 |

## 每集內容
| 集數 | 播映日期 | 主題                 |
| 1    | 4月4日   | 自助餐突擊測試       |
| 2    | 4月5日   | 飲茶看默契           |
| 3    | 4月6日   | 入圍家族帶管家覓食   |
| 4    | 4月7日   | 意料之外的驚喜       |
| 5    | 4月8日   | 家族男丁廚藝大考驗   |
| 6    | 4月11日  | 家的味道             |
| 7    | 4月12日  | 識食問答淘汰賽       |
| 8    | 4月13日  | 華麗變身品嚐法式料理 |
| 9    | 4月14日  | 掃街美食競賽         |
| 10   | 4月15日  | 久違的家族旅行       |
| 11   | 4月18日  | 情深說話未曾講       |
| 12   | 4月19日  | 美食一百 勁飲勁食    |
| 13   | 4月20日  | 誰是大胃王？         |
| 14   | 4月21日  | 決賽前準備           |
| 15   | 4月22日  | 為食家族之誕生       |

## 收視
| 集數   | 播映日期                     | 電視直播收視 | 備註  |
| 1－5   | 2022年4月4日－2022年4月8日   | 3.8點        | [ 4 ] |
| 6－10  | 2022年4月11日－2022年4月15日 | 3.1點        | [ 5 ] |
| 11－15 | 2022年4月18日－2022年4月22日 | 3.4點        | [ 6 ] |

## 記事
- 2021年11月19日，ViuTV為此節目公開招募參賽者。[7]

## 電視節目的變遷
| 香港 ViuTV 星期一至五 22:30－23:00                 | 香港 ViuTV 星期一至五 22:30－23:00       | 香港 ViuTV 星期一至五 22:30－23:00 |
| -------------------------------------------------- | ---------------------------------------- | ---------------------------------- |
|                                                    | 為食家族 （2022年4月4日－2022年4月22日） |                                    |
| 今日疫情（第二季） （2022年2月28日－2022年4月1日） | 勁騎26 （2022年4月25日－2022年5月13日）  |                                    |